# Pruno
Pruno, sau vinul pușcăriașilor, este o băutură alcoolică făcută predominant în închisorile americane, din diverse ingrediente, precum mere, portocale, mix de fructe, sucuri de fructe, bomboane, zahăr, sirop de fructoză și posibil alte ingrediente, inclusiv pâine. . Producția de pruno își are originea în închisori (și rămâne în mare parte limitată la) închisori, unde poate fi produs cu o selecție limitată de echipamente și ingrediente disponibile deținuților. Preparatul poate fi preparat folosind doar o pungă de plastic, apă fierbinte și un prosop sau o șosetă pentru a reține pulpa în timpul fermentației . Rezultatul final este descris comic drept un "vin răcoritor cu aromă de fiere". În funcție de timpul de fermentare ( întotdeauna raportat la riscul de a fi descoperit de către paznici), conținutul de zahăr și calitatea ingredientelor și a modalității de preparare, conținutul de alcool în pruno poate varia de la 2% (echivalentul unei beri foarte slabe) până la 14% (echivalentul unui vin tare).
În mod obișnuit, cantitatea de fructe fermentate - numită motor sau kicker în argoul închisorii - este refolosită pentru a face fermentația să înceapă mai repede. Cu cât se adaugă mai mult zahăr, cu atât crește potențialul tăriei alcoolului – până la un punct. Dincolo de acest punct, produsele reziduale ale fermentației (în principal alcool) fac ca motorul să moară sau să rămână latent, deoarece mediul devine prea toxic pentru fermentarea drojdiei. Acest lucru afectează, de asemenea, gustul produsului final. Pulberea de acid ascorbic este uneori folosită pentru a opri fermentația la un anumit punct, ceea ce, combinat cu acrimea acidului adăugat, îmbunătățește oarecum gustul prin reducerea aromei dulci și stătute asociate cu pruno.
În 2004 și 2005, au fost raportate focare de botulism în rândul deținuților din două închisori din California; Centrele pentru Controlul și Prevenirea Bolilor suspectează că cartofii folosiți la prepararea pruno-ului au fost cauza în ambele cazuri.  În 2012, au fost raportate focare similare de botulism cauzate de pruno pe bază de cartofi în rândul deținuților din închisorile din Arizona și Utah.  
Deținuților nu le este permis să consume băuturi alcoolice, iar ofițerii de corecție confiscă pruno oricând și oriunde îl găsesc. În efortul de a opri producția de pruno, unele închisori au interzis toate fructele proaspete, sucurile de fructe și produsele alimentare pe bază de fructe în cantine. Această măsură nu a fost întotdeauna suficientă; există soiuri de pruno făcute aproape în întregime din varză murată și suc de portocale. Adunarea de provizii în celule le permite deținuților să procure ingrediente pentru a produce pruno. În timpul perchezițiilor în închisoare și în celulele deținuților, ofițerii de corecție îndepărtează cantitățile excesive sau neautorizate de alimente pentru a opri producția de pruno. Pruno este ascuns sub paturi, în interiorul toaletelor, în interiorul pereților, al coșurilor de gunoi, în zona de duș și oriunde deținuții simt că este un loc sigur pentru prepararea de pruno departe de privirile ale ofițerilor de corecție și ale paznicilor. 
Jarvis Masters, un deținut condamnat la moarte la San Quentin, oferă o rețetă de pruno la care se face referire adesea în poemul său „Rețeta pentru Pruno de închisoare”,  care a câștigat un premiu PEN în 1992.
O altă rețetă pentru pruno poate fi găsită în articolul lui Michael Finkel, Esquire, despre condamnatul la moarte din Oregon, Christian Longo. 
În 2004, la Conferința Națională Homebrew a Asociației Americane de Berari din Las Vegas, a avut loc o competiție jurizată de pruno. 
Există o varietate de alte băuturi alcoolice produse în închisoare. Acestea includ vinuri brute, fermentate în rezervoare de toaletă. Băuturile cu conținut ridicat de zahăr, cum ar fi oranjada, pot fi, de asemenea, fermentate și distilate folosind un radiator sau altă sursă de căldură disponibilă. Deși popularizate în ficțiunea penitenciarului, aceste tehnici sunt lente și laborioase și au, în general, un conținut scăzut de alcool.
- „Jailhouse Hooch: How to Get Liquor Up While Locked Down” din Modern Drunkard Magazine
- Blacktable.com Arhivat în 13 aprilie 2020, la Wayback Machine. — o rețetă completă de pruno, care include instrucțiuni detaliate și declinări frecvente.
- „Steve Don’t Eat It, Vol. 8: Prison Wine” Arhivat în 22 ianuarie 2022, la Wayback Machine. — relatare amplă, plină de umor, despre prepararea și degustarea pruno, cu fotografii, din The Sneeze .
- „Cum să faci Pruno: 8 pași” — pe wikiHow
- „Jailhouse Pruno -- Homemade Booze: It’ll Kill You” - poveste despre metodele de fabricare a pruno, ascunderea pruno și costul pruno în Sacramento, închisoarea New Folsom din California, în jurul anului 1995.